# Büchner
A Büchner régi német családnév.

## Híres Büchner nevű személyek
- Eberhard Büchner (1939) német tenor
- Ernst Büchner (1850–1925)  német kémikus
- Eugen Büchner (1861–1913) német zoológus
- Georg Büchner (1813–1837) német író
- Joachim Büchner (1905–1978) német atléta
- Ludwig Büchner (1824–1899) német filozófus